# 스위스 통일전쟁
스위스 통일전쟁(Sonderbund Swiss civil war)은 일명 존더분트 전쟁이라고도 한다. 스위스 연방이 성립된 후 중앙 정부에 반발하며 연방을 탈퇴한 일곱 개의 칸톤들과 치른 전쟁이다. 1847년 11월경에 전투가 본격적으로 진행되었다. 루체른주, 프리부르주, 발레주, 슈비츠주, 우리주, 운터발덴 주, 추크 주가 존더분트에 가담하였다. 자유주의적인 정부가 있는 졸로투른주와 티치노주는 가톨릭 성향인데도 존더분트에 가맹하지 않았다.

## 전쟁의 원인

### 사상갈등
1840년 개신교를 믿는 개혁주의 세력, 자유주의 세력 주축이 된 스위스의 주들은 스위스 국가 연합을 위한 새로운 헌법을 제안했다. 그러나 보수성향의 가톨릭을 믿는 7개 주는 스위스 새 헌법을 반대 했다.

### 가톨릭 수도원 해체
1841년 스위스의 아르가우주 정부는 연방 협정(1815년 헌법)이 수도원 재산권을 보장했음에도 불구하고 영토 안에 있는 가톨릭 수도원들의 해체를 명령하는 포고령을 내렸다. 1843~44년 7개 가톨릭 주는 연방협정을 따르지 않는 모든 주와의 관계를 끊는다는 데 합의했다.

### 갈등의 절정
1844년 루체른주는 19세기 자유주의자들의 혐오의 대상이었던 예수회를 초청하여 종교 교육을 담당하게 했다. 이러한 행동은 다른 개신교를 믿는 주의 광범위한 대중의 분노를 촉발시켰다. 베른의 한 참모장교는 1845년 봄 프로테스탄트 주에서 의용군을 모집하여 루체른에 대한 공격을 감행했으나 실패했다. 가톨릭 성향의 7개주들은 곧 이른바 존더분트를 결성하여 스위스는 내전상태에 돌입한다. 1847년 여름에 스위스 의회의 다수파인 개혁주의 세력은 존더분트의 해체와 새 연방협정의 제정, 예수회의 추방을 지지했다.

## 전쟁의 경과

### 개혁주의의 승리
개혁주의 세력은 명장 앙리 뒤푸르의 활약으로 11월 14일 프리부르를 점령하고 11월 23일 기슬리콘에서 결정적인 승리를 거두었다.11월 24일 존더분트의 본거지인 루체른에 진입하고 1847년 11월 28일 발레를 진압했다. 11월29일 존더분트의 마지막 병사가 항복했다.

### 협정
1848년 평화협정에서 과거 존더분트에 가입했던 주는 전쟁 비용으로 600만 프랑을 배상하도록 하고, 아펜첼이너로덴 주와 뇌샤텔 주는 중립을 지킨 데 대한 벌금으로 각각 1만 5,000프랑과 30만 프랑을 물도록 했다. 

### 헌법
또한 새 스위스 헌법이 채택되었고, 이 헌법에 따라 예수회는 스위스에서 추방되고 선교활동을 금지당했다. 이로써 스위스는 예수회의 활동을 헌법으로 금지한 최초의 나라가 되었다. 1973년 5월에 헌법 개정을 통해 예수회의 활동이 허용됐다.

## 같이 보기
- 제1차 카펠 전쟁
- 제2차 카펠 전쟁
- 제1차 빌메르겐 전쟁
- 토겐부르크 전쟁